# Betula szaferi
Betula szaferi es una especie de planta en el familia Betulaceae. Era endémica de Polonia ahora esta extinta en estado silvestre.

## Fuente
- Boratynski, A. 1998.  Betula szaferi.   2006 IUCN  Lista Roja de la UICN de Especies Amenazadas. Descargado el 20 de agosto de 2007.